# Mopti
Mopti (ejtsd: Mohti) város Maliban a Niger és a Bani-folyó összefolyásánál, nagyjából Timbuktu és Ségou városok között félúton. Mopti a róla elnevezett régió fővárosa, lakossága meghaladja a 114 000 főt. A város három szigeten kapott helyet, melyek töltéssekkel kapcsolódnak egymáshoz. A három sziget az úgynevezett Újváros, Óváros és a Medina. A szigetek és a köztük átívelő csatornák miatt a várost gyakran Mali Velencéjének szokták hívni.

## Éghajlat
Mopti időjárása az év egészében nagyon meleg, és rendkívül sok napsütés éri a várost. Az átlagos napi maximum hőmérséklet a nyári hónapokban, áprilisban és májusban meghaladja a 40 °C-ot is. Az esős hónapokban, júniustól szeptemberig, valamivel alacsonyabb a hőmérséklet és gyakorlatilag az egész éves csapadékmennyiség ekkor hullik. Csupán a téli hónapokban, decemberben és januárban marad a napi maximum hőmérséklet 32 °C alatt.

## Történelme
A Mopti elnevezés a fulfulde nép összegyűjtés szavából ered. A szigetek már hosszú idő óta lakottak voltak, de a város megalapítására csak a 19. században kerölt sor, mikor Mopti a Masszina Birodalomhoz, majd a Tukulár Birodalomhoz tartozott, amely a mai Szenegál, Guinea és Mali területére terjedt ki. A rövid ideig fennálló birodalom politikai vezetője, El Hadj Umar Tall katonai parancsnok is Moptiban tartotta a székhelyét. A francia uralom idején a város a kócsagtoll-feldolgozó iparáról lett ismert.
Mali településeihez képest Mopti lakossága kifejezetten nagy a város alapterületéhez viszonyítva. Emiatt jellemzőek a városra a többemeletes épületek és a szűk utcák, amelyek szokatlannak számítanak az átlagosan gyér népsűrűségű Maliban. A szigetek területe is eredetileg jóval kisebb volt, de a növekvő népesség miatt szükségessé vált mesterségesen megnagyobbítani a szigeteket, továbbá a szigetek nagyságát a folyóban lerakódott nagy mennyiségű háztartási szemét is növelte.
2002-ben Mopti is helyszíne volt a Maliban megrendezett Afrikai nemzetek kupájának nevezetű futballbajnokságnak, melyre külön  egy nagy modern stadiont építettek.

## Gazdaság

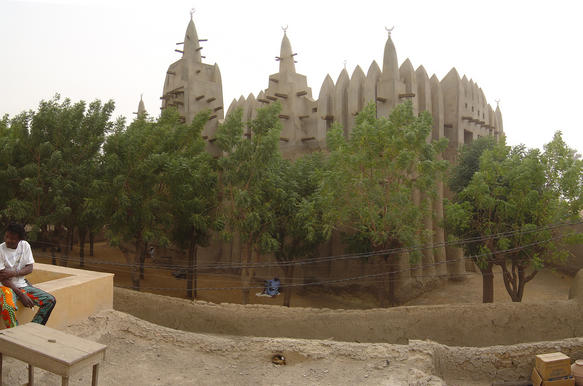
A Moptiban lévő Nagymecset

Mopti a régió kereskedelmi központja, valamint itt található az ország legfontosabb kikötője. A kikötő melletti piacokon értékesítik a sót, melyet a folyón szállítanak ide az ország bányáiból. Mopti közvetlen kompjáratokkal összeköttetésben áll Timbuktuval, Dzsennével és Gaóval is.
Élénk hajóforgalma miatt a város turizmusa is jelentős. A turisták többsége a környező kis halászfalvakat, valamint a dogon nép településeit keresi fel, de Mopti agyagmecsetje is sok turistát vonz. Több ismert szállodával is rendelkezik a város, ilyen a Hotel Kanaga és a Hotel Y a pas de Problème.

## Fordítás
- Ez a szócikk részben vagy egészben  a   Mopti című angol Wikipédia-szócikk fordításán alapul.  Az eredeti cikk szerkesztőit annak laptörténete sorolja fel. Ez a jelzés csupán a megfogalmazás eredetét és a szerzői jogokat jelzi, nem szolgál a cikkben szereplő információk forrásmegjelöléseként.